# Geraldo Sarno
Fidelis Geraldo Sarno (Poções, 6 de março de 1938 – Rio de Janeiro, 22 de fevereiro de 2022) foi um roteirista e diretor de cinema brasileiro. Filho de comerciantes italianos, o cineasta ficou conhecido por abordar temas como o movimento migratório brasileiro (em especial o nordestino), as religiões e cultura populares. Em 2008, recebeu o prêmio de melhor direção no Festival de Brasília, pelo filme Tudo isto me parece um sonho, sobre a história do general pernambucano Ignácio Abreu e Lima, que, ao lado de Simon Bolívar, participou de batalhas que resultaram na libertação da Colômbia, Venezuela e Peru da Coroa Espanhola no século XIX.
Morreu na cidade do Rio de Janeiro de complicações causadas pela COVID-19, após mais de um mês internado no Hospital Copa D'Or.

## Carreira como diretor
- 2020 - Sertânia
- 2010 - O Último Romance de Balzac
- 2008 - Tudo Isto Me Parece Um Sonho
- 1985 - Deus é um Fogo
- 1984 - A Terra Queima
- 1978 - Casa-Grande e Senzala
- 1977 - Coronel Delmiro Gouveia[4]
- 1976 - Espaço Sagrado
- 1976 - Iaô
- 1974 - Segunda-Feira
- 1974 - Semana de Arte Moderna
- 1973 - O Pica-pau Amarelo
- 1972 - Herança do Nordeste (episódio Casa de Farinha and Padre Cícero)
- 1969 - Viva Cariri
- 1968 - Brasil Verdade (episódio Viramundo)
- 1965 - Viramundo
- 1963 - Mutirão em novo sol

## Carreira como roteirista
- 2020 - Sertânia
- 1978 - Coronel Delmiro Gouveia
- 1976 - Iaô
- 1973 - O Pica-pau Amarelo
- 1968 - Brasil Verdade (episódio Viramundo)
- 1965 - Roda e Outras Histórias